# Achyranthes winteri
Achyranthes winteri är en amarantväxtart som beskrevs av Albert Peter. Achyranthes winteri ingår i släktet Achyranthes och familjen amarantväxter. Inga underarter finns listade i Catalogue of Life.